# 德文特河 (德比郡)
德文特河（River Derwent）是英格兰德比郡的一条河流，长50英里（80），是特倫特河的支流，在德比以南汇入特伦特河。河流大部分河段流经峰区。
除德比外，该河流域大部分都是乡村地区。德文特河谷工業區是世界遗产。